# Josephine Raahauge
Josephine Ingrid Raahauge (* 17. August 1980 in Glostrup) ist eine dänische Schauspielerin.

## Leben
Josephine Raahauge wuchs in Glostrup auf. Sie absolvierte ihre Schauspielausbildung bis 2012 an der Staatlichen Theaterschule in Kopenhagen. Ihr Bühnendebüt als Darstellerin hatte sie im Jahr 2013 am Aarhus Teater. Sie stand seitdem in verschiedenen Theatern in zahlreichen Theaterstücken und Musicals auf der Bühne. Seit 2003 stand Raahauge in bislang mehr als 20 Film-und-Fernsehproduktionen als Schauspielerin vor der Kamera.

## Filmografie
- 2003: Essence
- 2004: Odins oje
- 2007: Bedingungslos (Kærlighed på film)
- 2014–2015: Die Erbschaft (Arvingerne, Fernsehserie)
- 2015: Tomgang (Fernsehserie)
- 2015: Die Brücke – Transit in den Tod (Broen, Fernsehserie)
- 2015: Afvej
- 2015: I mørke (Kurzfilm)
- 2016: Mukwano (Kurzfilm)
- 2018: Den anden (Kurzfilm)
- 2018: Greyzone (Fernsehserie)
- 2018: Fugle
- 2018: Theo & Den Magiske Talisman (Fernsehserie)
- 2019: Den som draeber – Fanget af Mørket
- 2020: Advokaten (Fernsehserie)
- 2022: Elvira (Fernsehserie)